# Dendrobium rhombeum
Dendrobium rhombeum är en orkidéart som beskrevs av John Lindley. Dendrobium rhombeum ingår i släktet Dendrobium, och familjen orkidéer.
Artens utbredningsområde är Filippinerna. Inga underarter finns listade i Catalogue of Life.